# Happy-Go-Nutty
«Happy-Go-Nutty» (в русском переводе «Сумасшедшая белка», «Сбежавшая белка») — короткометражный мультипликационный комедийный фильм, выпущенный в 1944 году компанией Metro-Goldwyn-Mayer. Режиссёр Текс Эвери, продюсер Фред Куимби, сценарист Хек Аллен, мультипликаторы: Эд Лав, Рэй Абрамс, Престон Блэйр, композитор Скотт Брэдли.

## Сюжет
Чокнутый Бельчонок (англ. Screwy Squirrel) сбегает из дома для умалишённых «Maron Manor» и вызывает по телефону пса Олуха (англ. Meathead Dog), чтобы тот его поймал. Весь фильм проходит в погоне пса за белкой, густо замешанной на гэгах, использующих тему сумасшествия и абсурда.